# العلاقات البليزية الكندية
العلاقات البليزية الكندية هي العلاقات الثنائية التي تجمع بين بليز وكندا.

## مقارنة بين البلدين
هذه مقارنة عامة ومرجعية للدولتين:
| وجه المقارنة                                              | بليز         | كندا                     |
| --------------------------------------------------------- | ------------ | ------------------------ |
| المساحة (كم2)                                             | 22.97 ألف    | 9.98 مليون               |
| عدد السكان (نسمة)                                         | 374.68 ألف   | 35.70 مليون              |
| الكثافة السكانية (ن./كم²)                                 | 16.31        | 3.58                     |
| العاصمة                                                   | بلموبان      | أوتاوا                   |
| اللغة الرسمية                                             | لغة إنجليزية | لغة إنجليزية، لغة فرنسية |
| العملة                                                    | دولار بليزي  | دولار كندي               |
| الناتج المحلي الإجمالي (بليون دولار)                      | 1.84 مليار   | 1.65 تريليون             |
| الناتج المحلي الإجمالي (تعادل القوة الشرائية) بليون دولار | 3.05 مليار   | 1.59 تريليون             |
| الناتج المحلي الإجمالي الاسمي للفرد دولار أمريكي          | 4.88 ألف     | 43.25 ألف                |
| الناتج المحلي الإجمالي للفرد دولار أمريكي                 | 8.42 ألف     | 45.07 ألف                |
| مؤشر التنمية البشرية                                      | 0.715        | 0.913                    |
| رمز المكالمات الدولي                                      | +501         | +1                       |
| رمز الإنترنت                                              | .bz          | .ca                      |
| المنطقة الزمنية                                           | 00           |                          |

## منظمات دولية مشتركة
يشترك البلدان في عضوية مجموعة من المنظمات الدولية، منها:
| علم المنظمة | اسم المنظمة                        | تاريخ انضمام بليز | تاريخ انضمام كندا |
| ----------- | ---------------------------------- | ----------------- | ----------------- |
|             | مؤسسة التنمية الدولية              | 19 مارس 1982      | 24 سبتمبر 1960    |
|             | يونسكو                             | 10 مايو 1982      | 4 نوفمبر 1946     |
|             | مؤسسة التمويل الدولية              | 19 مارس 1982      | 20 يوليو 1956     |
|             | منظمة حظر الأسلحة الكيميائية       | ?                 | ?                 |
|             | الأمم المتحدة                      | 25 سبتمبر 1981    | 9 نوفمبر 1945     |
|             | الاتحاد الدولي للاتصالات           | 16 ديسمبر 1981    | 1 يوليو 1908      |
|             | بنك التنمية الكاريبي ‏              | ?                 | ?                 |
|             | منظمة الشرطة الجنائية الدولية      | ?                 | ?                 |
|             | البنك الدولي للإنشاء والتعمير      | 19 مارس 1982      | 27 ديسمبر 1945    |
|             | الاتحاد البريدي العالمي            | ?                 | ?                 |
|             | وكالة ضمان الاستثمار متعدد الأطراف | 29 يونيو 1992     | 12 أبريل 1988     |
|             | منظمة التجارة العالمية             | ?                 | ?                 |
|             | الفريق المعني برصد الأرض           | ?                 | ?                 |
|             | دول الكومنولث                      | ?                 | ?                 |

## وصلات خارجية
- موقع وزارة الخارجية البليزية
- موقع وزارة الخارجية الكندية